# Bissa (langue)
Pour les articles homonymes, voir Bissa.
Le bissa est une langue mandée parlée principalement au Burkina Faso par 399 000 personnes en 2009, au Ghana par 166 000 personnes en 2003, au Togo par 12 000 personnes en 2013, et aussi par 106 000 personnes en Côte d'Ivoire en 1995.

## Écriture
L’alphabet latin est utilisé pour transcrire le bissa.
Au Burkina Faso, l’alphabet agréé par la Commission nationale des langues burkinabé est utilisé.
| A | B | C | D | E | Ǝ | Ɛ | F | G | H | I | Ɩ | J | K | L | M | N | Ny | Ŋ | O | Ɔ | P | R | S | T | U | Ʋ | V | W | Y | Z |
| a | b | c | d | e | ǝ | ɛ | f | g | h | i | ɩ | j | k | l | m | n | ny | ŋ | o | ɔ | p | r | s | t | u | ʋ | v | w | y | z |

| a | b | d | e | ɛ | ə | f | g | h | i | ɩ | k | l | m | n | ɲ | ŋ | o | ɔ | p | r | s | t | u | ʋ | w | y | z |

La version numérique de la traduction du Nouveau Testament en bissa par Wycliffe Bible Translators publiée en 2000 utilise la lettre ʊ au lieu de ʋ.